# Tunelul Izvor
Tunelul Izvor este un tunel feroviar de creastă care urma să fie construit între gările Sinaia și Pietroșița ca parte a prelungirii căii ferate Titu–Târgoviște–Pietroșița către Sinaia. Cu o lungime proiectată de 5918 m, tunelul Izvor urma să traverseze zona sudică a Munților Bucegi, străpungând masivul Păduchiosu. Dacă ar fi fost finalizat, ar fi în prezent cel mai lung tunel din România.

## Context
La începutul anilor 1900, Guvernul Titu Maiorescu, având acceptul Regelui Ferdinand, a luat decizia construirii unei căi ferate care să conecteze Sinaia de Pietroșița, cu scopul de a prelungi calea ferată Titu–Târgoviște–Pietroșița până la Sinaia și a realiza astfel o a doua legătură feroviară între București și Sinaia, care să descongestioneze traficul de pe Valea Prahovei. Această secțiune de linie a fost inclusă într-un program major de investiții inițiat de inginerul Alex. Cottescu, la acea vreme director al Direcției Generale a C.F.R., pentru finanțarea căruia compania se împrumutase în 1914 cu suma de 480 milioane de lei aur. Deoarece linia exista fizic în teren și dincolo de gara Pietroșița, până la Moroeni, în programul de investiții a fost prevăzută realizarea unei căi ferate între Moroeni și Sinaia. Traseul acesteia fusese deja studiat încă din anii 1892-1893.

## Proiectare și execuție
În 1913, Direcția Generală a C.F.R. a încheiat cu compania germană Julius Berger Tiefbau AG (precursoare a gigantului în construcții Bilfinger) un contract pentru „Construirea integrală a unei linii de cale ferată între Pietroșița și Sinaia”, cu un termen de execuție de doar 28 de luni, cu condiția ca lucrările să fie executate fără întrerupere, în trei schimburi de câte 8 ore. Principalul obstacol natural între Pietroșița și Sinaia era masivul Păduchiosu, pentru depășirea căruia firma Julius Berger a proiectat un tunel în aliniament, lung de 5918 m, cu două curbe cu raza de 300 m prevăzute la capete.
Galeria urma să fie alcătuită din două secțiuni egale, dar cu pante diferite. Prima secțiune, având o declivitate de 3,30%, urma să urce dinspre Moroeni până în cel mai înalt punct al tunelului, aflat la jumătatea lui, iar a doua secțiune urma să coboare lin din acest punct către Sinaia, declivitatea pe această secțiune fiind de 1%.
Firma germană și-a instalat birourile la hotelul Caraiman din Sinaia, iar pe parcursul anilor 1913 și 1914 a publicat în presă numeroase anunțuri de angajare. Spre exemplu, în ianuarie 1914 erau căutați un șofer și o dactilografă care să vorbească „românește și nemțește”.
Constructorii germani au hotărât să atace lucrarea de străpungere a tunelului de la ambele capete, dinspre Moroeni și dinspre Sinaia. Locul de începere a străpungerii galeriei dinspre Sinaia a fost ales pe partea dreaptă a râului Prahova, chiar înainte de intrarea în oraș, pe platoul Izvor, în apropierea cimitirului orașului. Din acest motiv, în presa sau literatura tipărită tunelul este denumit „Izvor”. Pentru accesul la acest punct de lucru a fost nevoie de construirea unui pod din lemn, deoarece intrarea în tunel era separată de platoul Izvor printr-o vale de aproximativ 20 m adâncime. Ieșirea din tunel era pe valea Ialomicioarei, la Cărpeniș.

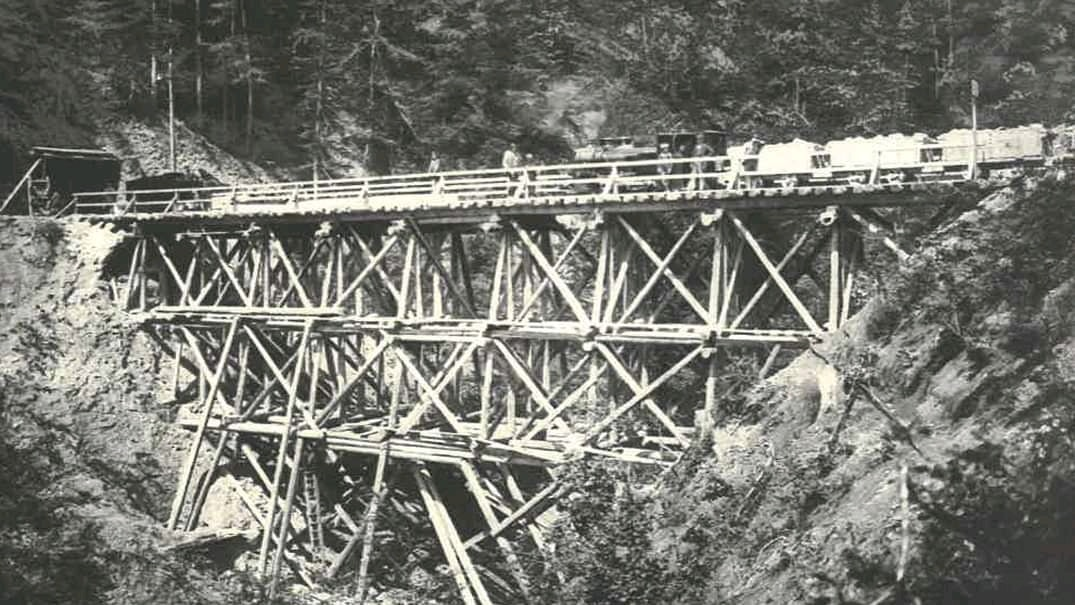

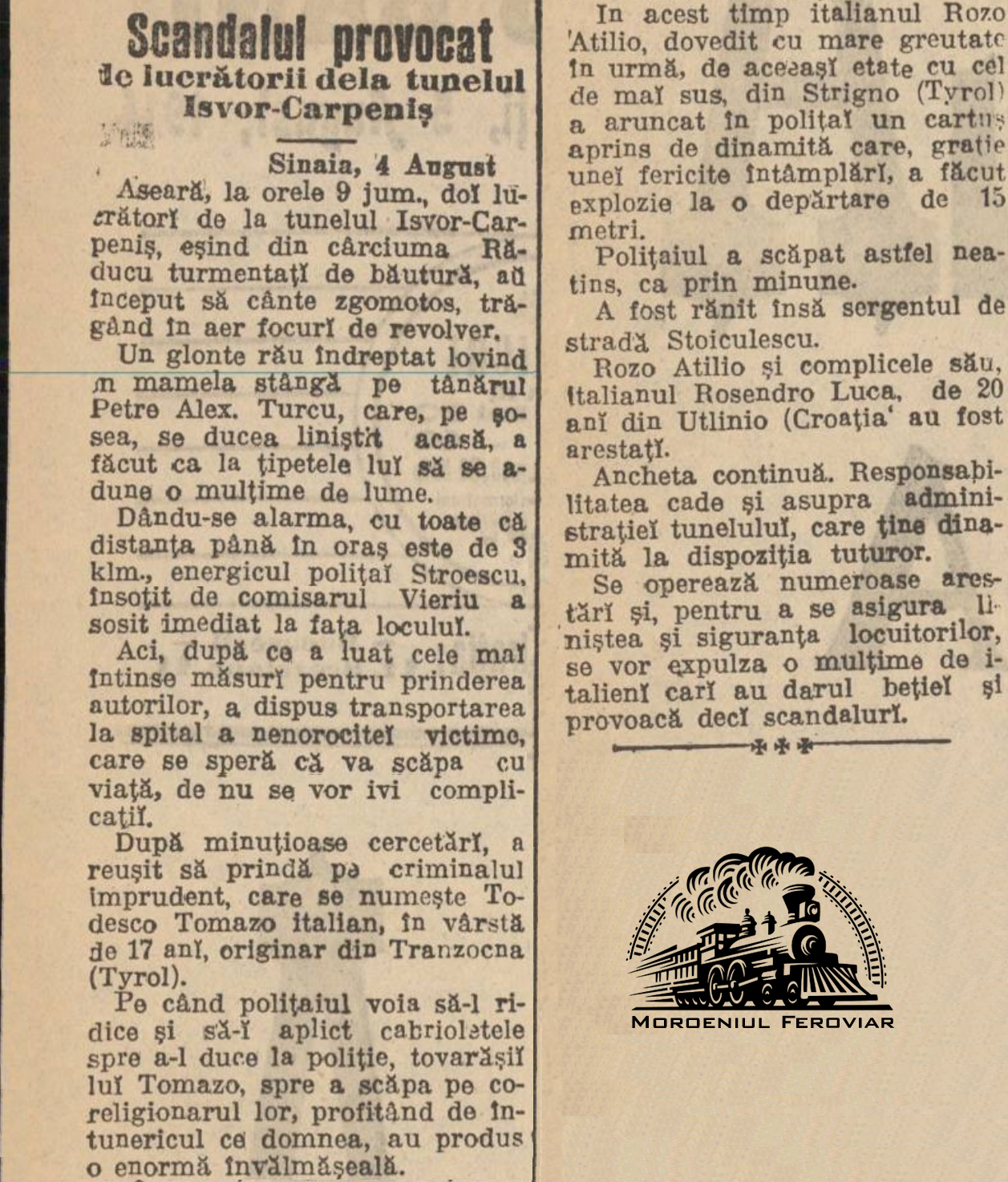

Pentru asigurarea logisticii lucrării și aerisirea galeriei au fost amplasate la ambele capete centrale puternice de curent electric și compresoare de aer, iar pentru excavare a fost aleasă metoda de lucru austriacă, cu avansare însoțită de susținerea întregului frontul de lucru cu grinzi speciale. Lucrările au început în ianuarie 1914 și au fost îngreunate de terenul cu structură instabilă, de puternice infiltrații de apă în partea de nord-est și de emanații de gaz metan în partea de sud-vest. Cămășuiala tunelului Izvor a fost realizată din moloane de piatră, cu grosimi variind între 1 m și 1,20 m, însă în zona intrării dinspre Cărpeniș, din cauza împingerilor mari, a fost nevoie de executarea unei cămășuieli cu o grosime spre aval de 2,70 m.
Până în august 1914 au fost finalizați 400 m de tunel complet, inclusiv cele două portaluri, și au fost executate galerii de bază și de creștet pe 800 m lungime, însă lucrarea a trebuit întreruptă din cauza începerii Primului Război Mondial.
După război, firma Julius Berger Tiefbau AG a revenit în Regatul Român, însă a primit contracte mai urgente, precum linia de cale ferată dintre Hărman și Nehoiașu, prin Teliu și Întorsura Buzăului. Aceasta reprezenta un tronson lipsă dintr-o magistrală care urma să facă legătura între Brașov și Buzău, însă în final nu a fost finalizată decât secțiunea Brașov–Întorsura Buzăului. Chiar și așa, Julius Berger Tiefbau AG a realizat pe acest traseu mai multe lucrări de artă importante, precum viaductul și tunelul Teliu.
Firma Julius Berger a conservat totuși șantierul de la tunelul Izvor, sperând că își va muta acolo personalul și utilajele după terminarea lucrărilor de la tunelul Teliu, însă statul român nu a mai reluat investiția, iar în anul 1932 șantierul a fost desființat și proiectul abandonat.
Un reportaj realizat în 2015 de canalul TVR 1 al Televiziunii Române, secondat de un articol publicat în același an de ziarul Adevărul, susținea că lucrările ar mai fi fost reluate de două ori: o dată în 1938, iar a doua oară în 1941, în timpul celui de-Al Doilea Război Mondial, la insistențele lui Adolf Hitler, care ar fi considerat ruta deschisă de noul tunel drept o cale alternativă de transport a petrolului românesc către Germania. Începând din 1941, la tunel ar fi lucrat circa 2000 de oameni de diferite naționalități: germani, ruși, cehi, țigani, maghiari, bulgari, italieni și români, mulți dintre ei prizonieri de război. Conform celor două surse amintite, înfrângerea Germaniei pe Frontul de Est ar fi pus însă capăt definitiv construcției. Reluarea lucrărilor în 1938 și 1941 nu este totuși confirmată într-un articol bine documentat despre tunel, publicat de inginerul N. Ciocîrlan de la Institutul de Studii și Cercetări în Transporturi în nr. 12 din decembrie 1969 al Revistei Căilor Ferate.
În 1984 sau 1985, Departamentul Securității Statului a adus muncitori care au astupat cu buldozerele intrarea în tunel dinspre Moroeni. După alte surse, intrarea ar fi fost dinamitată. Motivele nu sunt cunoscute, iar acțiunea organelor de Securitate a dat naștere în zonă mai multor legende. Există persoane care susțin că tunelul a fost străpuns în totalitate și că în el s-ar afla cadavrele celor care au lucrat la construcție, executați de germani. Cel mai probabil e că portalul Moroeni a fost astupat din motive de siguranță, galeria nefiind consolidată și lipsind forajele de aerare, ceea ce ar fi dus la acumulări de gaze toxice. În prezent, în fața portalului Moroeni mai există doar culeele podului de acces construit de germani și resturile organizării de șantier a acestora.

## Situația actuală
În 1968, în arhiva Căilor Ferate Române au fost descoperite planurile elaborate de firma Julius Berger, iar o echipă de specialiști de la Institutul de Studii și Cercetări în Transporturi, condusă de inginerul N. Ciocîrlan, a cercetat capătul dinspre Sinaia al tunelului Izvor. Accesul până la intrare a fost dificil, însă circulația pe primii 170 m ai galeriei s-a făcut ușor, secțiunea tunelului fiind liberă, iar zidăria din căptușeală menținându-se uscată și într-o stare bună. După 170 m, echipa a descoperit un coș de ventilație, însă mormane de uruiș căzut prin acesta în galerie obstrucționau aproape complet secțiunea. Odată depășit obstacolul, echipa de cercetători a constatat că tunelul mai este lucrat pe încă 64 m, dar cercetarea acestei porțiuni a fost anevoioasă, din cauza materialului căzut în galerie.
În perioada comunistă, partea dinspre Sinaia a tunelului a fost folosită pentru păstrarea produselor perisabile, datorită temperaturii scăzute și relativ constante: mai întâi ca depozit de brânză al societății de profil din județ, apoi ca depozit de legume și fructe. După Revoluția din 1989, un întreprinzător a amenajat acolo o ciupercărie.
În 2015, o echipă a Televiziunii Române a primit acceptul și a filmat în partea de tunel dinspre Sinaia. Echipa a avansat circa 300 de metri și a descoperit o bifurcație a tunelului, prăbușită însă după circa 25 de metri. Jurnaliștii au continuat să exploreze galeria principală, pe care, după circa 480 de metri, au găsit-o obturată de un zid de cărămidă. Toți cei 480 de metri de galerie sunt consolidați, iar tunelul se prezintă în stare foarte bună. Echipa TVR a profitat de o breșă în zidul de cărămidă și a mai avansat circa 30 de metri, într-o secțiune de tunel neconsolidată și prezentând emanații de gaze toxice. Jurnaliștii au descoperit o nouă obturare a galeriei, de data aceasta cu mormane de pământ, și au fost nevoiți să se întoarcă. 
În partea neconsolidată a galeriei se află o locomotivă cu aer comprimat și un vagonet, abandonate acolo de firma Julius Berger. Divizia Patrimoniu a Căilor Ferate Române a încercat să le recupereze folosind personal de specialitate, echipe de salvatori din Valea Jiului sau speologi, însă tentativele s-au soldat cu eșecuri, din cauza instabilității galeriei și a emanațiilor de gaze toxice.
Din 2018, tunelul este folosit de firma Cris-Tim pentru depozitarea și păstrarea la temperatură constantă a vinurilor proprii din gama „Casa Timiș”. Firma a împrejmuit toată zona portalului și a podului de acces în tunel, iar accesul este restricționat și supravegheat video.